# Leichtathletik-Europameisterschaften 2010/400 m der Männer

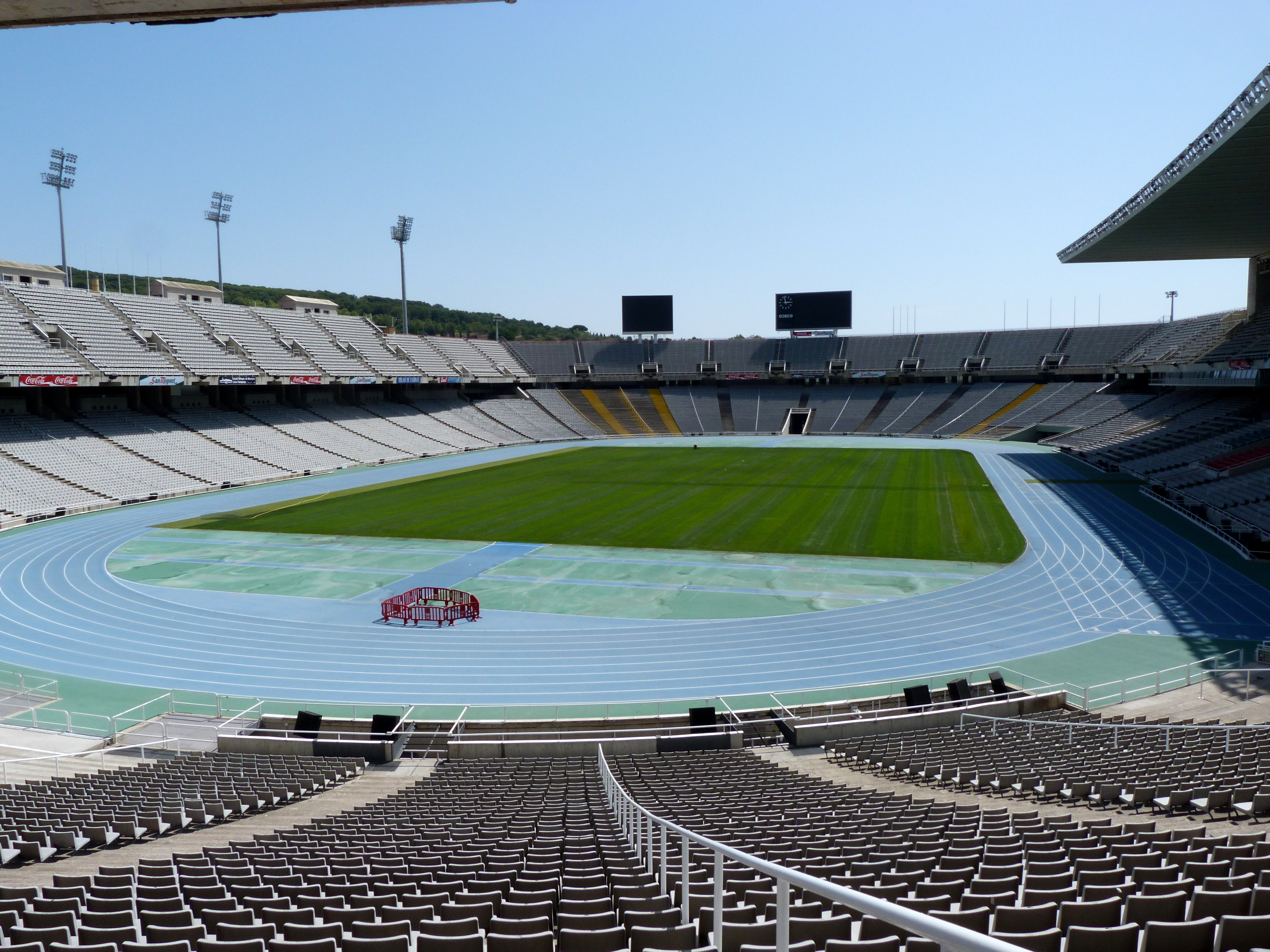
Das Olympiastadion Estadi Olímpic Lluís Companys
Barcelona im Jahr 2012

Der 400-Meter-Lauf der Männer bei den Leichtathletik-Europameisterschaften 2010 wurde vom 27. bis 30. Juli 2010 im Olympiastadion Estadi Olímpic Lluís Companys der spanischen Stadt Barcelona ausgetragen.
Mit Silber und Bronze errangen die britischen Läufer in diesem Wettbewerb zwei Medaillen. Europameister wurde der Belgier Kevin Borlée. Rang zwei belegte Michael Bingham vor Martyn Rooney.

## Rekorde

### Bestehende Rekorde
| Weltrekord           | 43,18 s | Michael Johnson  | WM Sevilla, Spanien | 26. August 1999   |
| Europarekord         | 44,33 s | Thomas Schönlebe | WM Rom, Italien     | 3. September 1987 |
| Meisterschaftsrekord | 44,52 s | Iwan Thomas      | EM Budapest, Ungarn | 21. August 1998   |

Der bestehende EM-Rekord wurde bei diesen Europameisterschaften nicht erreicht. Die schnellste Zeit erzielte der später im Finale siebtplatzierte Belgier Jonathan Borlée im ersten Semifinale mit 44,71 s, womit er neunzehn Hundertstelsekunden über dem Rekord blieb. Zum Europarekord fehlten ihm 38 Hundertstelsekunden, zum Weltrekord 1,53 s.

### Rekordverbesserung
Es wurde ein neuer Landesrekord aufgestellt:

44,71 s – Jonathan Borlée (Belgien), erstes Halbfinale am 28. Juli

## Legende
Kurze Übersicht zur Bedeutung der Symbolik – so üblicherweise auch in sonstigen Veröffentlichungen verwendet:
| NR  | Nationaler Rekord                        |
| DNF | Wettkampf nicht beendet (did not finish) |

## Vorrunde
Die Vorrunde wurde in fünf Läufen durchgeführt. Die ersten vier Athleten pro Lauf – hellblau unterlegt – sowie die darüber hinaus vier zeitschnellsten Läufer – hellgrün unterlegt – qualifizierten sich für das Halbfinale.

### Vorlauf 1

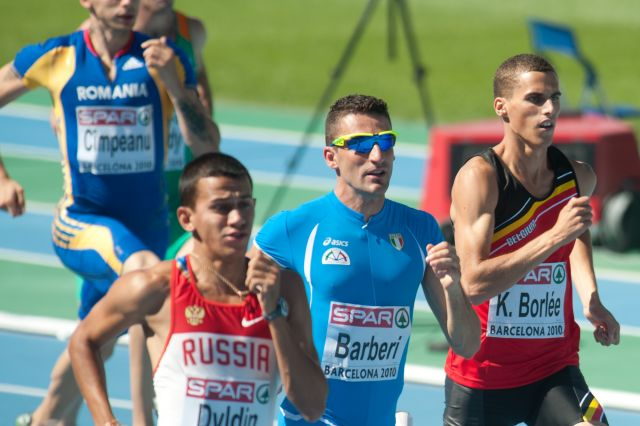
Maxim Dyldin noch vorn, dahinter Andrea Barberi, Kevin Borlée und Catalin CÎmpeanu, im Ziel gab es dann eine andere Reihenfolge

27. Juli 2010, 11:00 Uhr
| Platz | Name             | Nation         | Zeit (s) |
| ----- | ---------------- | -------------- | -------- |
| 1     | Kevin Borlée     | Belgien        | 45,71    |
| 2     | Martyn Rooney    | Großbritannien | 45,72    |
| 3     | Andrea Barberi   | Italien        | 46,05    |
| 4     | Catalin CÎmpeanu | Rumänien       | 46,17    |
| 5     | Maxim Dyldin     | Russland       | 46,21    |
| 6     | Gordon Kennedy   | Irland         | 46,63    |
| 7     | Ivano Bucci      | San Marino     | 49,03    |

### Vorlauf 2

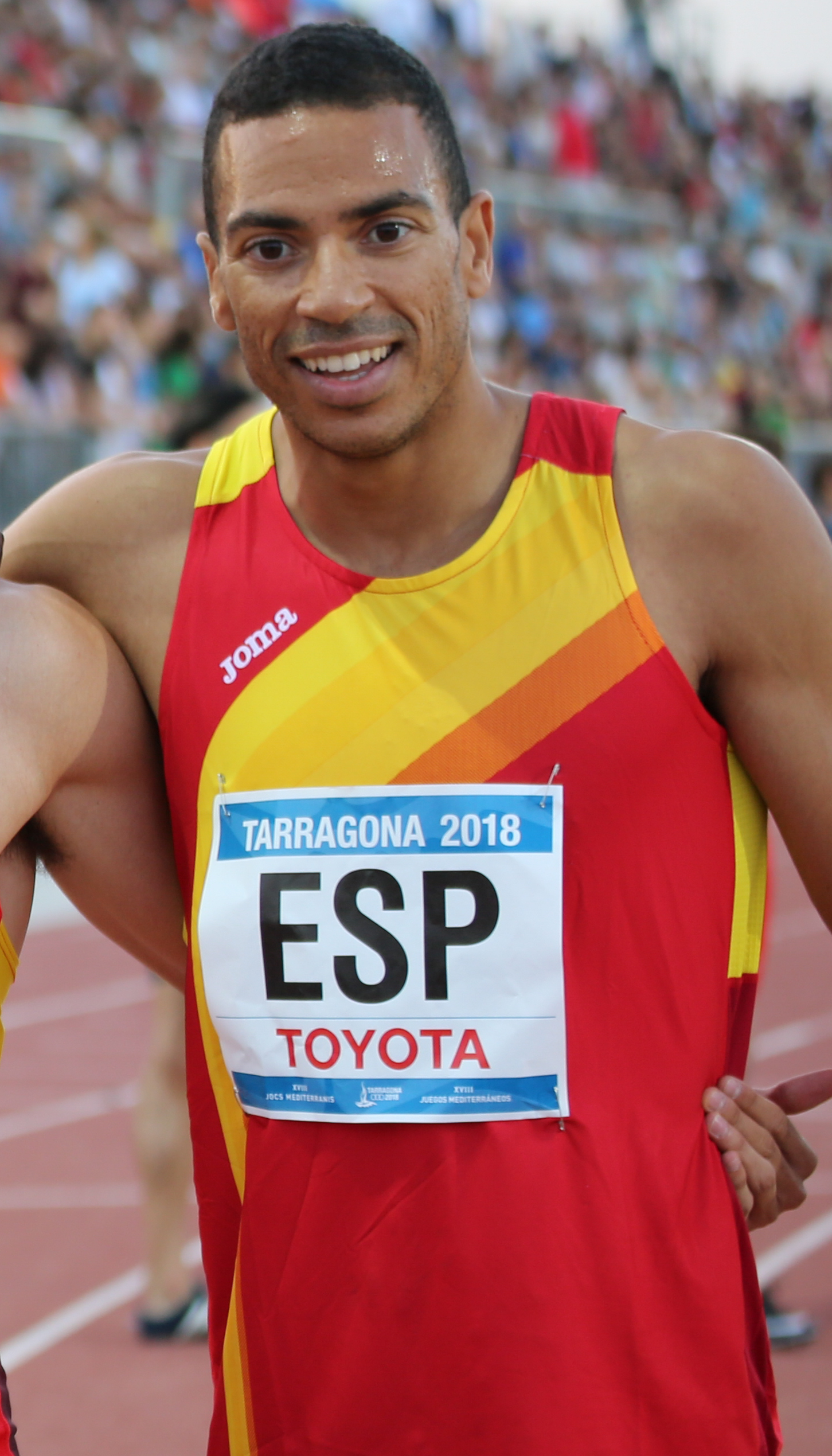
Mark Ujakpor schied als Siebter seines Vorlaufs aus

27. Juli 2010, 11:08 Uhr
| Platz | Name                | Nation       | Zeit (s) |
| ----- | ------------------- | ------------ | -------- |
| 1     | Jonathan Borlée     | Belgien      | 45,91    |
| 2     | Yannick Fonsat      | Frankreich   | 46,26    |
| 3     | Marcin Marciniszyn  | Polen        | 46,31    |
| 4     | Dimítrios Grávalos  | Griechenland | 46,56    |
| 5     | Sebastjan Jagarinec | Slowenien    | 46,75    |
| 6     | Mark Ujakpor        | Spanien      | 46,85    |
| 7     | Myhaylo Knysh       | Ukraine      | 46,86    |

### Vorlauf 3

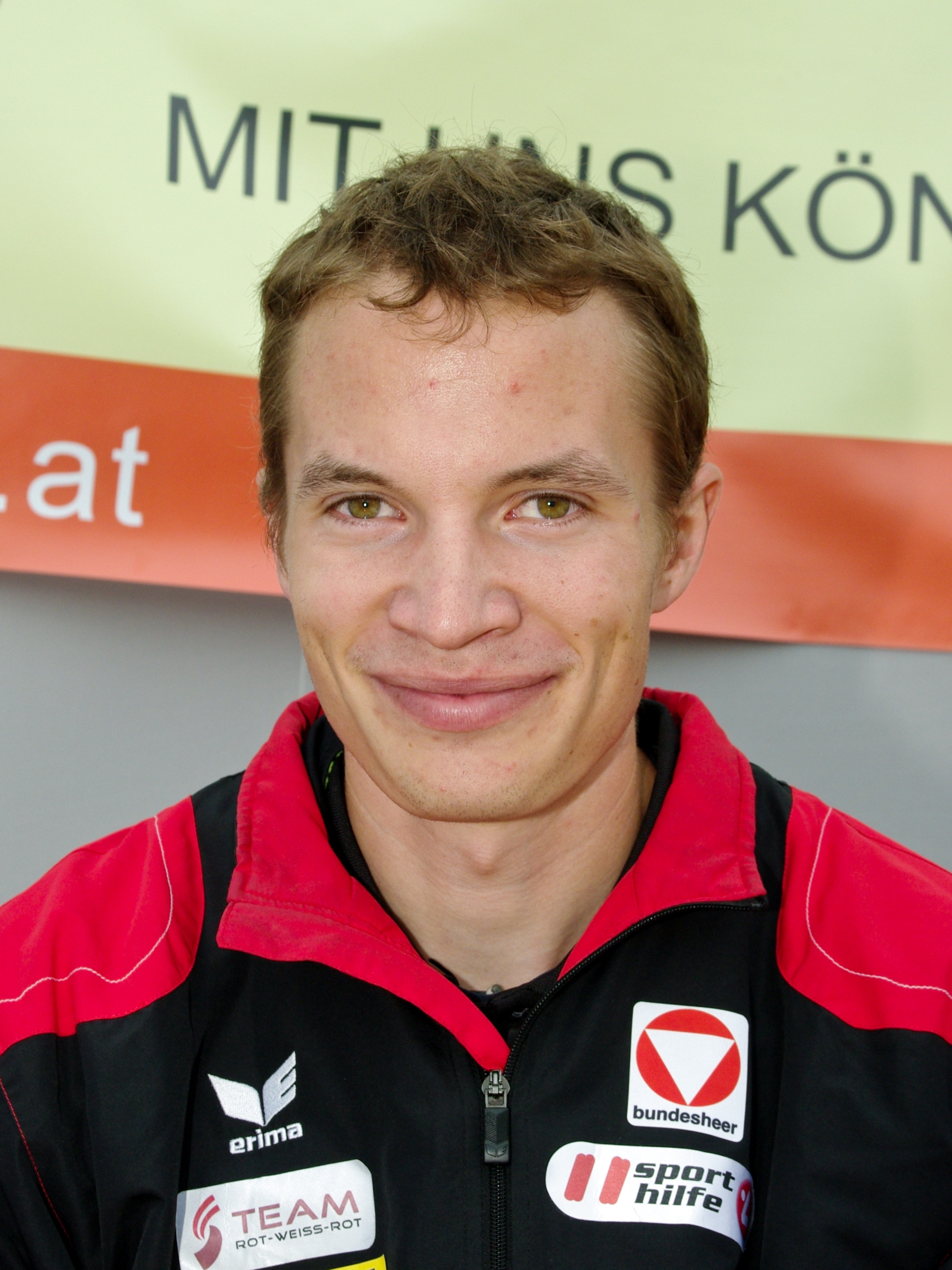
Clemens Zeller konnte sein Rennen im dritten Vorlauf nicht beenden

27. Juli 2010, 11:16 Uhr
| Platz | Name              | Nation     | Zeit (s) |
| ----- | ----------------- | ---------- | -------- |
| 1     | David Gillick     | Irland     | 45,84    |
| 2     | Dmytro Ostrovskyy | Ukraine    | 45,98    |
| 3     | Arnaud Destatte   | Belgien    | 46,42    |
| 4     | Marc Orozco       | Spanien    | 47,19    |
| 5     | Nicklas Hyde      | Dänemark   | 48,65    |
| DNF   | Clemens Zeller    | Österreich |          |
| DNF   | Peter Žňava       | Slowakei   |          |

### Vorlauf 4

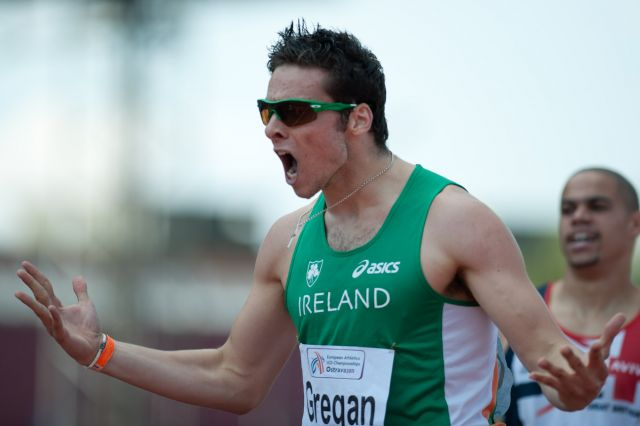
Brian Gregan reichte sein fünfter Platz im vierten Vorlauf nicht für das Halbfinale

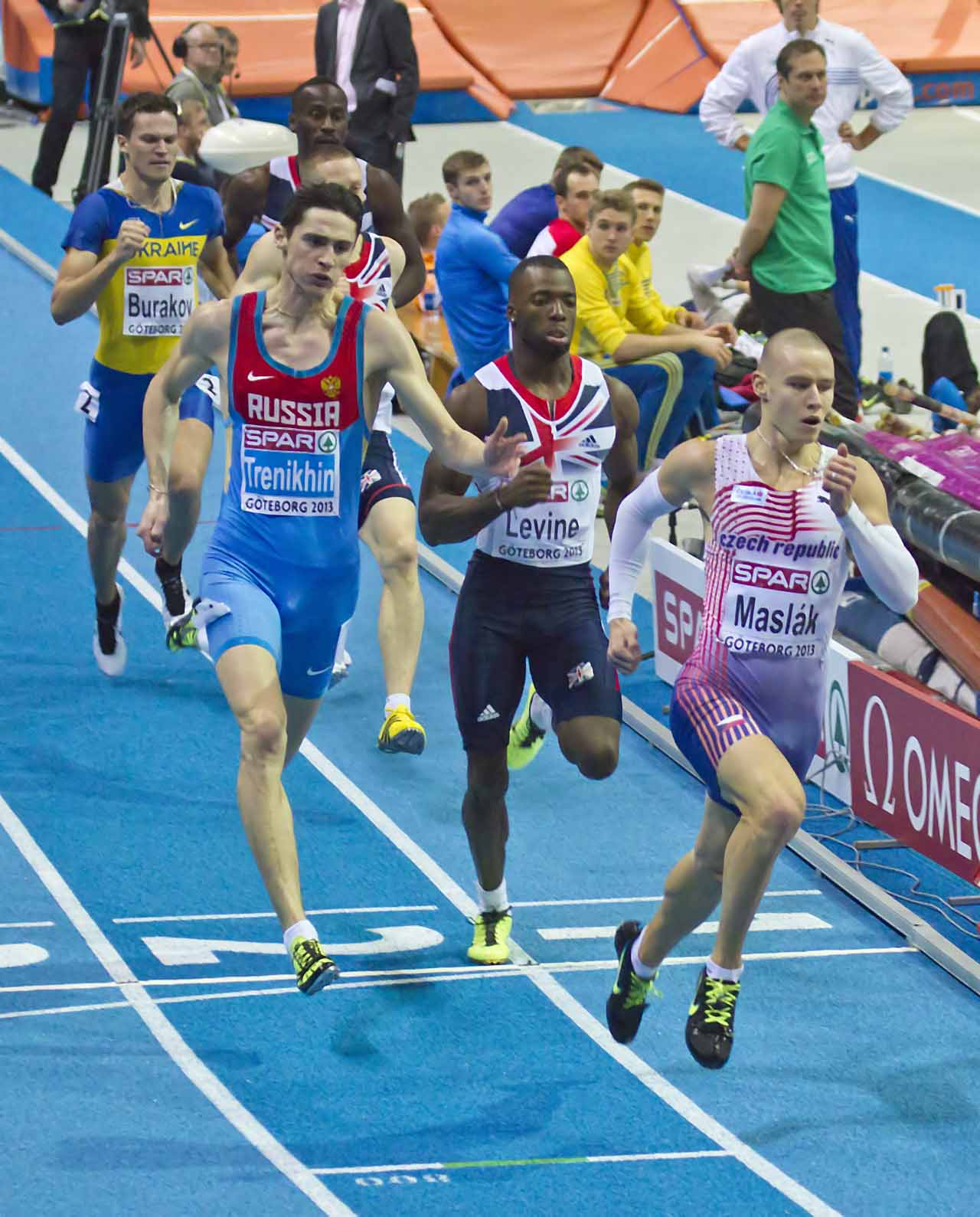
Volodymyr Burakov (hier ganz links in einem Hallenrennen) – Sechster seines Vorlaufs und ausgeschieden

27. Juli 2010, 11:24 Uhr
| Platz | Name             | Nation         | Zeit (s) |
| ----- | ---------------- | -------------- | -------- |
| 1     | Wladimir Krasnow | Russland       | 46,07    |
| 2     | Teddy Venel      | Frankreich     | 46,18    |
| 3     | Conrad Williams  | Großbritannien | 46,35    |
| 4     | Piotr Klimczak   | Polen          | 46,81    |
| 5     | Brian Gregan     | Irland         | 46,90    |
| 6     | Máté Lukács      | Ungarn         | 47,74    |

### Vorlauf 5
27. Juli 2010, 11:32 Uhr
| Platz | Name              | Nation         | Zeit (s) |
| ----- | ----------------- | -------------- | -------- |
| 1     | Michael Bingham   | Großbritannien | 45,49    |
| 2     | Leslie Djhone     | Frankreich     | 45,79    |
| 3     | Kacper Kozłowski  | Polen          | 45,97    |
| 4     | Marco Vistalli    | Italien        | 46,06    |
| 5     | Pétros Kiriakídis | Griechenland   | 46,65    |
| 6     | Volodymyr Burakov | Ukraine        | 47,03    |

## Halbfinale
29. Juli 2010, 17:35 Uhr
Aus den drei Halbfinalläufen qualifizierten sich die jeweils ersten beiden Athleten – hellblau unterlegt – sowie die darüber hinaus zwei zeitschnellsten Läufer – hellgrün unterlegt – für das Finale.

### Lauf 1

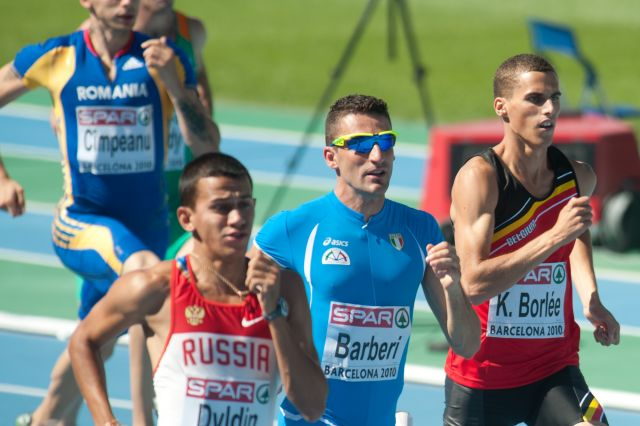
Andrea Barberi (vorne Mitte) fehlten fünf Hundertstelsekunden an der Finalteilnahme

28. Juli 2010, 19:10 Uhr
| Platz | Name                | Nation         | Zeit (s) |
| ----- | ------------------- | -------------- | -------- |
| 1     | Jonathan Borlée     | Belgien        | 44,71 NR |
| 2     | Leslie Djhone       | Frankreich     | 44,87000 |
| 3     | Martyn Rooney       | Großbritannien | 45,00000 |
| 4     | Marcin Marciniszyn  | Polen          | 45,58000 |
| 5     | Andrea Barberi      | Italien        | 45,63000 |
| 6     | Sebastjan Jagarinec | Slowenien      | 46,13000 |
| 7     | Dimítrios Grávalos  | Griechenland   | 46,30000 |
| 8     | Marc Orozco         | Spanien        | 46,96000 |

### Lauf 2

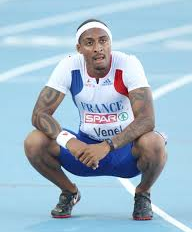
Teddy Venel wurde Fünfter im zweiten Semifinalrennen und schied damit aus
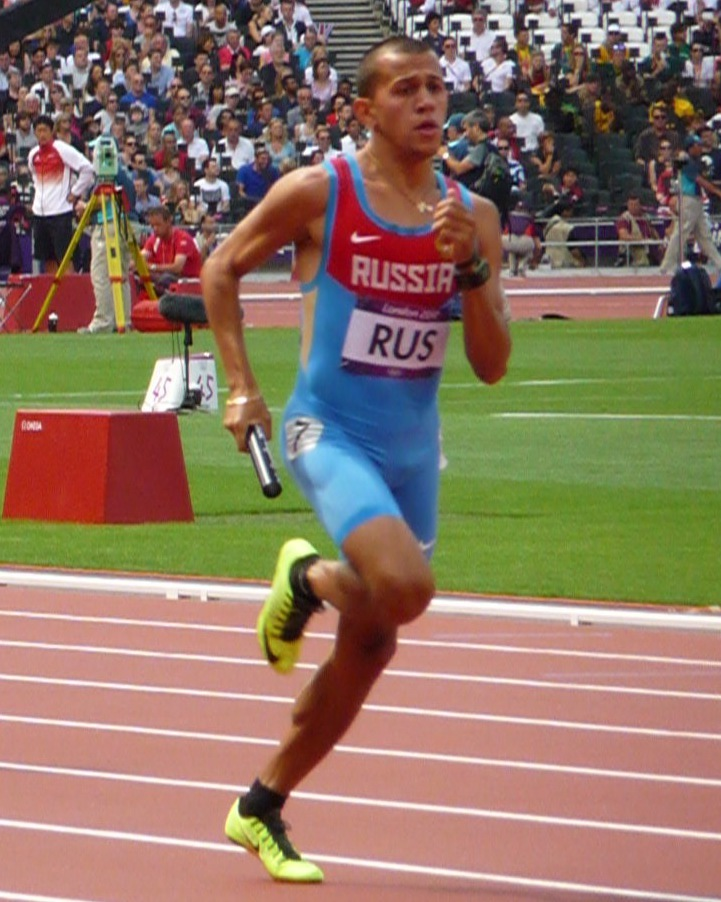
Maxim Dyldins sechster Rang in seinem Halbfinallauf reichte nicht für die Finalteilnahme
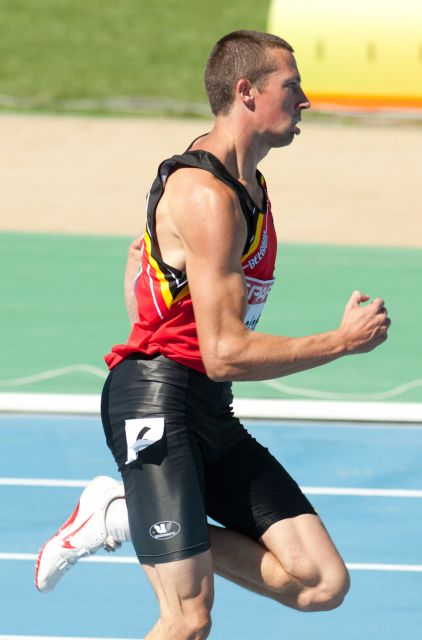
Als Siebter seines Semifinallaufs war der Wettkampf für Arnaud Destatte beendet

28. Juli 2010, 19:19 Uhr
| Platz | Name              | Nation         | Zeit (s) |
| ----- | ----------------- | -------------- | -------- |
| 1     | David Gillick     | Irland         | 44,79    |
| 2     | Michael Bingham   | Großbritannien | 44,88    |
| 3     | Kacper Kozłowski  | Polen          | 45,24    |
| 4     | Marco Vistalli    | Italien        | 45,38    |
| 5     | Teddy Venel       | Frankreich     | 45,55    |
| 6     | Maxim Dyldin      | Russland       | 45,66    |
| 7     | Arnaud Destatte   | Belgien        | 46,38    |
| 8     | Pétros Kiriakídis | Griechenland   | 46,90    |

### Lauf 3

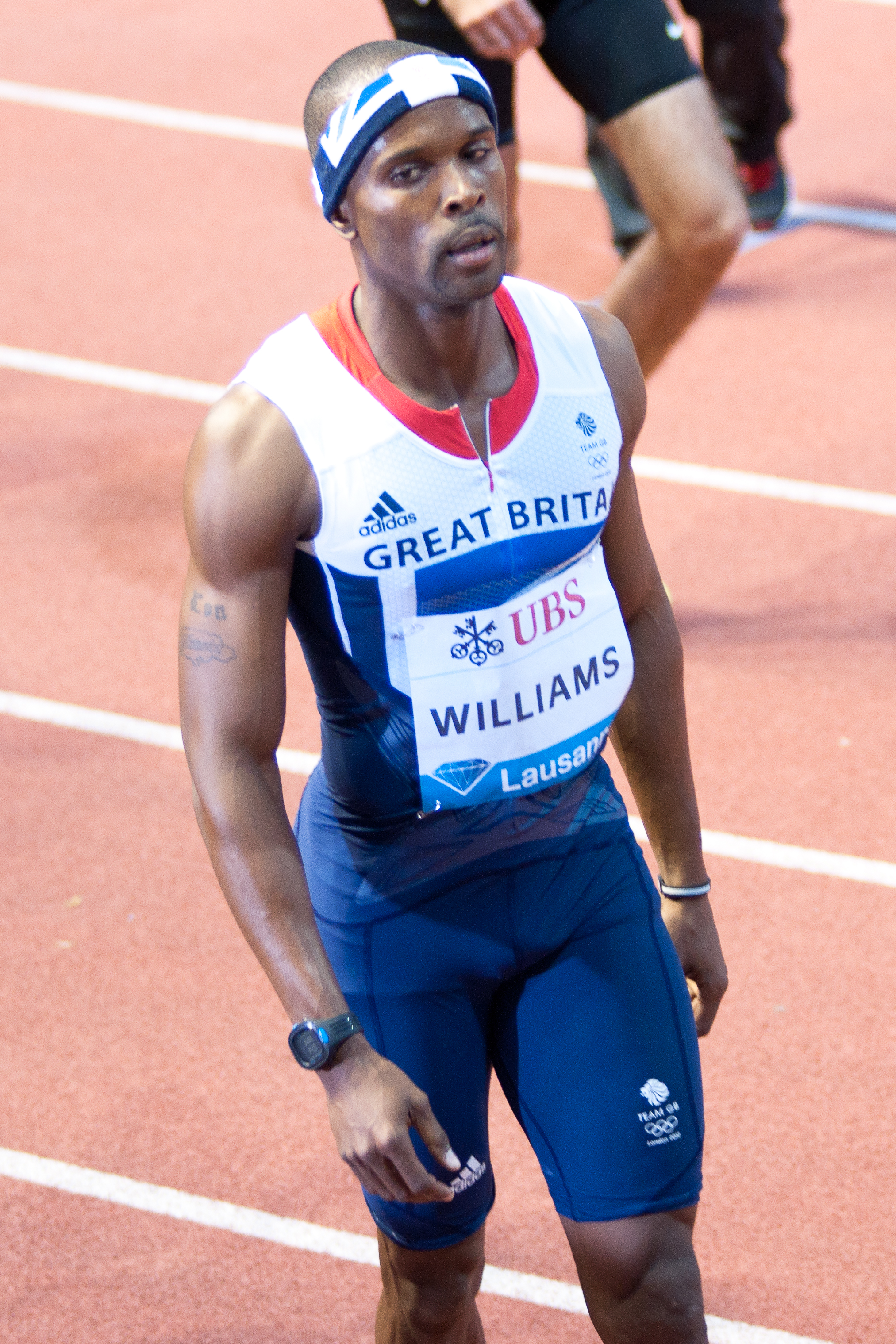
Als Sechster des dritten Semifinallaufs schaffte es Conrad Williams nicht ins Finale

28. Juli 2010, 19:28 Uhr
| Platz | Name              | Nation         | Zeit (s) |
| ----- | ----------------- | -------------- | -------- |
| 1     | Kevin Borlée      | Belgien        | 45,32    |
| 2     | Wladimir Krasnow  | Russland       | 45,64    |
| 3     | Dmytro Ostrovskyy | Ukraine        | 45,81    |
| 4     | Yannick Fonsat    | Frankreich     | 46,03    |
| 5     | Catalin CÎmpeanu  | Rumänien       | 46,43    |
| 6     | Conrad Williams   | Großbritannien | 46,60    |
| 7     | Piotr Klimczak    | Polen          | 46,68    |
| 8     | Gordon Kennedy    | Irland         | 46,72    |

## Finale

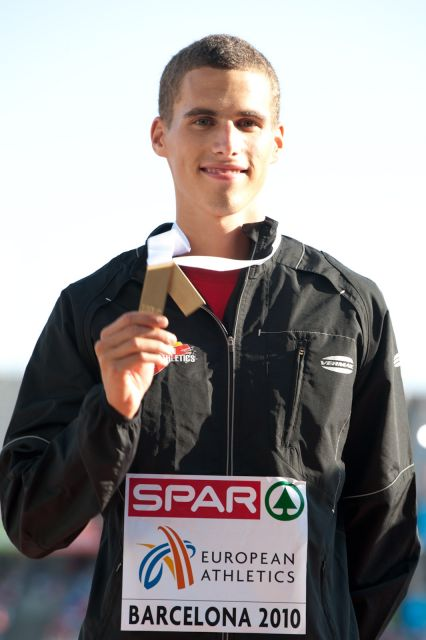
Europameister Kevin Borlée
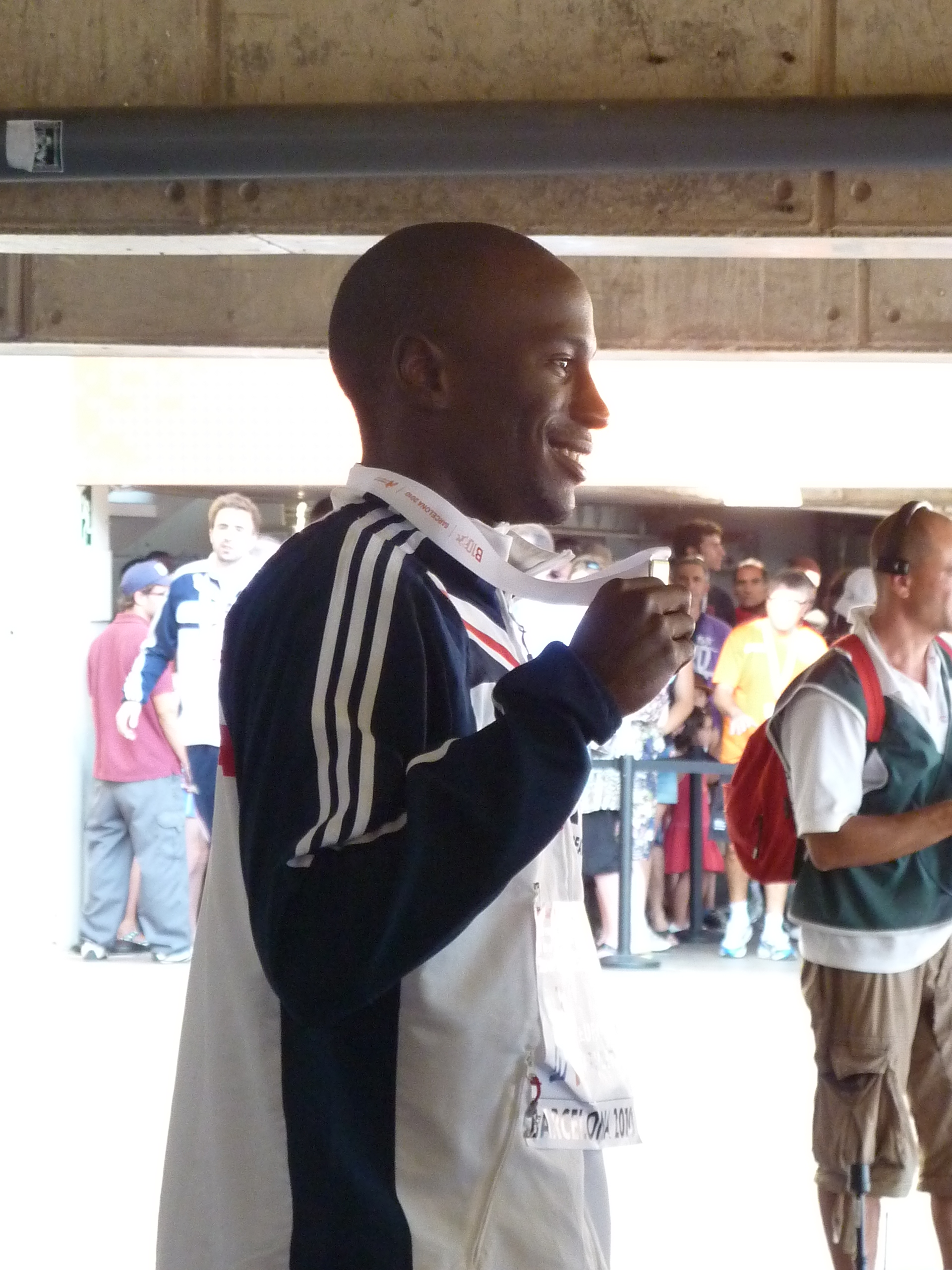
Vizeeuropameister Michael Bingham
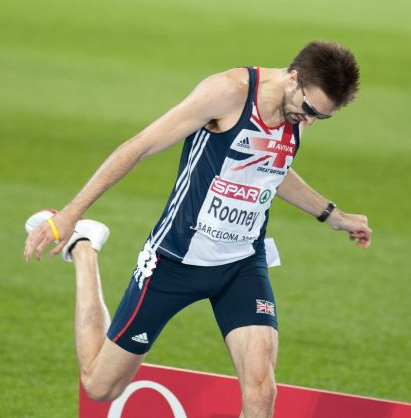
Bronzemedaillengewinner Martyn Rooney

30. Juli 2010, 21:25 Uhr
| Platz | Name             | Nation         | Zeit (s) |
| ----- | ---------------- | -------------- | -------- |
| 1     | Kevin Borlée     | Belgien        | 45,08    |
| 2     | Michael Bingham  | Großbritannien | 45,23    |
| 3     | Martyn Rooney    | Großbritannien | 45,23    |
| 4     | Wladimir Krasnow | Russland       | 45,24    |
| 5     | David Gillick    | Irland         | 45,28    |
| 6     | Leslie Djhone    | Frankreich     | 45,30    |
| 7     | Jonathan Borlée  | Belgien        | 45,35    |
| 8     | Kacper Kozłowski | Polen          | 46,07    |

Eigentlich war von den belgischen Borlée-Zwillingsbrüdern der Jahresbeste Europas, Jonathan, als Favorit in das Finale gestartet. Dieser hatte im Halbfinale einen neuen belgischen Rekord aufgestellt, wurde am Ende aber nur Siebter, während sein Bruder Kevin überraschend Gold gewann. Silber und Bronze gingen an die beiden Briten Michael Bingham und Martyn Rooney.

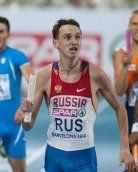
Wladimir Krasnow kam auf den vierten Platz
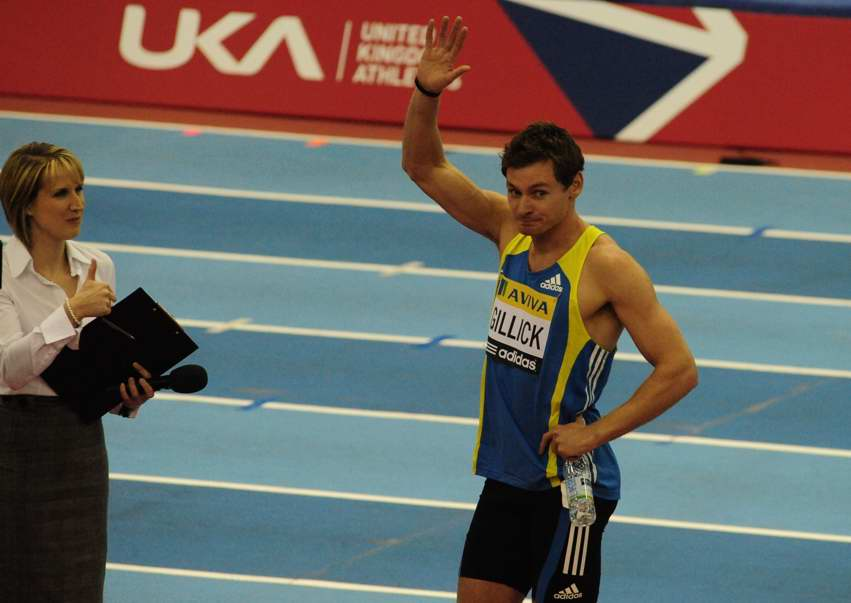
David Gillick belegte Rang fünf
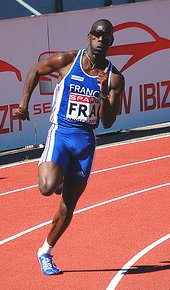
Leslie Djhone wurde Sechster
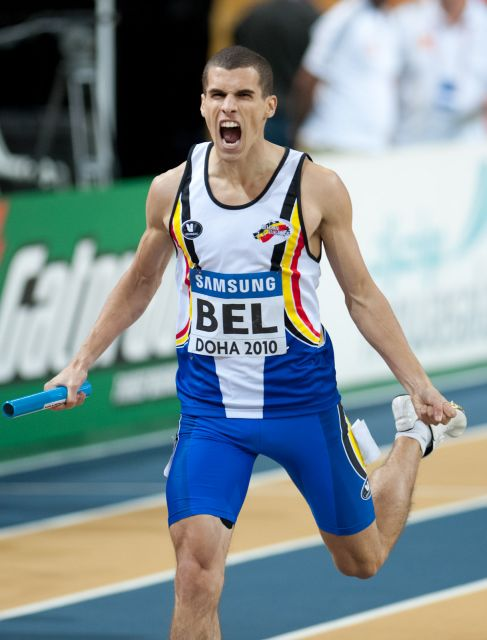
Der leicht favorisierte Jonathan Borlée musste sich nach Landesrekord im Halbfinale mit Rang sieben zufriedengeben
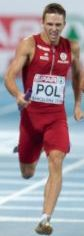
Kacper Kozłowski belegte Platz acht

## Videolink
- 400m men Final 20th European Athletics Championships Barcelona 2010, youtube.com (englisch), abgerufen am 10. Dezember 2019